# Мальчицький Семен Йосипович
Семен Йосипович Мальчи́цький (8 травня 1924, Великий Березний — 24 червня 2005, Ужгород) — український графік; член Спілки художників України з 1970 року. Лауреат Закарпатської обласної премії імені Йосипа Бокшая та Адальберта Ерделі за 2003 рік.

## Біографія
Народився 8 травня 1924 року у селі Великому Березному (нині селище Ужгородського району Закарпатської області, Україна) у сім'ї каменяра. 1928 року його сім'я переїхала до Ужгорода. Впродовж 1939—1944 років навчався в Ужгородській учительській семінарії. 1946 року закінчив живописне відділення Ужгородського державного художньо-промислового училища, де навчався у Йосипа Бокшая, Адальберта Ерделі, Федора Манайла, Адальберта Борецького. Після здобуття освіти викадав у ньому.
Впродовж 1948—1952 років працював науковим співробітником Ужгородської картинної галереї; з 1953 року — у виробничій майстерні Художнього фонду; у 1967–1984 роках — консультант із виставок Закарпатської організації Спілки художників України; одночасно протягом 1980–1984 років викладав у Мукачівській художній школі. Мешкав в Ужгороді в будинку на вулиці Заньковецької № 4, квартира № 20. Помер в Ужгороді 24 червня 2005 року.

## Творчість
Автор пейзажів у техніках пастелі, вугілля. Серед робіт:
- «Верховинський куточок» (1947);
- «Усть-Чорна» (1952);
- «Кримські гори» (1960);
- «Мати» (1960);
- «Лумшорський край» (1962);
- «Горянська ротонда» (1967);
- «Село Кибляри» (1968);
- «Руїни Середнянського замку» (1968);
- «Амариліс» (1974);
- «Нова вулиця» (1975);
- «Зелений край» (1975);
- «Село мов писанка» (1977);
- «Прийшла весна» (1978);
- «Новий місяць» (1979);
- «Ужоцькі дуби-велетні» (1979);
- «…А на тому боці, там живе Марічка» (1982);
- «Новобудови» (1982);
- «Міжгірська Верховина» (1983);
- «Ювілейний букет» (1986);
- «Міленіум» (1988);
- «Річанські слідки минулого» (1989);
- «Свалявська долина» (1997);
- «Літо на Березнянщині» (1997);
- «Різдвяний натюрморт» (1999);
- «Мажорна осінь» (2003).

Брав участь в обласних виставках з 1946 року, всеукраїнських з 1956 рокута закордонних з 1968 року. Персональні виставки відбулися в Ужгороді у 1970, 1974, 1981, 1986—1987, 1989, 1994, 1999 роках, Мукачевому у 1974, 1981 роках, Великому Березному у 1981 році. Учасник міжнародних пленерів. Посмертні виставки пройшли:
- у 2012 році — виставка пастелі в київському Музеї сучасного мистецтва України;
- у 2014 році в Ужгороді — виставка присвячена 90-річчю від дня народження художника[1].

Деякі картини зберігаються у Закарпатському художньому музеї.